# Gushangzao andaoquan
Espèce
Gushangzao andaoquan est une espèce d'araignées aranéomorphes de la famille des Theridiidae.

## Distribution
Cette espèce est endémique de Hainan en Chine. Elle se rencontre dans le xian de Ledong.

## Description
Le mâle holotype mesure 1,86 mm.

## Systématique et taxinomie
Cette espèce a été décrite par Lin et Li en 2024.

## Étymologie
Cette espèce est nommée en l'honneur d'An Dao-quan, un des 108 brigands d'Au bord de l'eau. 

## Publication originale
- Lin, Hu, Pham & Li, 2024 : « Taxonomic notes of theridiid spiders (Araneae: Theridiidae) from China and Vietnam. » Zoological Research: Diversity and Conservation, vol. 1, no 2, p. 141-168 (texte intégral).